# .sc
.sc és el domini de primer nivell territorial (ccTLD) de les Illes Seychelles.
El domini es va publicitar per empreses d'Escòcia i Carolina del Sud, això no obstant, els dominis estan subjectes a la normativa de registre de les Seychelles. Encara que SCregistrars, una empresa que promovia els dominis .sc per webs escocesos, ha tancat encara es poden fer registres a .sc mitjançant diferents operadors de registre de tot el món.

## Dominis de tercer nivell
- com.sc: comercial, organitzacions amb ànim de lucre
- net.sc: màquines i organitzacions d'infraestructura de xarxa
- edu.sc: institucions educatives
- gov.sc: institucions governamentals
- org.sc: organitzacions diverses, normalment sense ànim de lucre